# Красногорська сільська рада (Асекеєвський район)
Красного́рська сільська рада (рос. Красногорский сельский совет) — сільське поселення у складі Асекеєвського району Оренбурзької області Росії.
Адміністративний центр — селище Красногорський.

## Населення
Населення — 525 осіб (2019; 568 в 2010, 860 у 2002).

## Склад
До складу сільської ради входять:
| Населений пункт        | Населення, осіб (2002) | Населення, осіб (2010) |
| ---------------------- | ---------------------- | ---------------------- |
| Красногорський, селище | 752                    | 613                    |
| Огоньок, селище        | 108                    | 45                     |